# Zerline Erfurt
Zerline Erfurt (* 22. Februar 1907 in Graz; † 16. August 1990 ebenda) war eine österreichische Komponistin, Geigerin, Pianistin und Musikpädagogin.

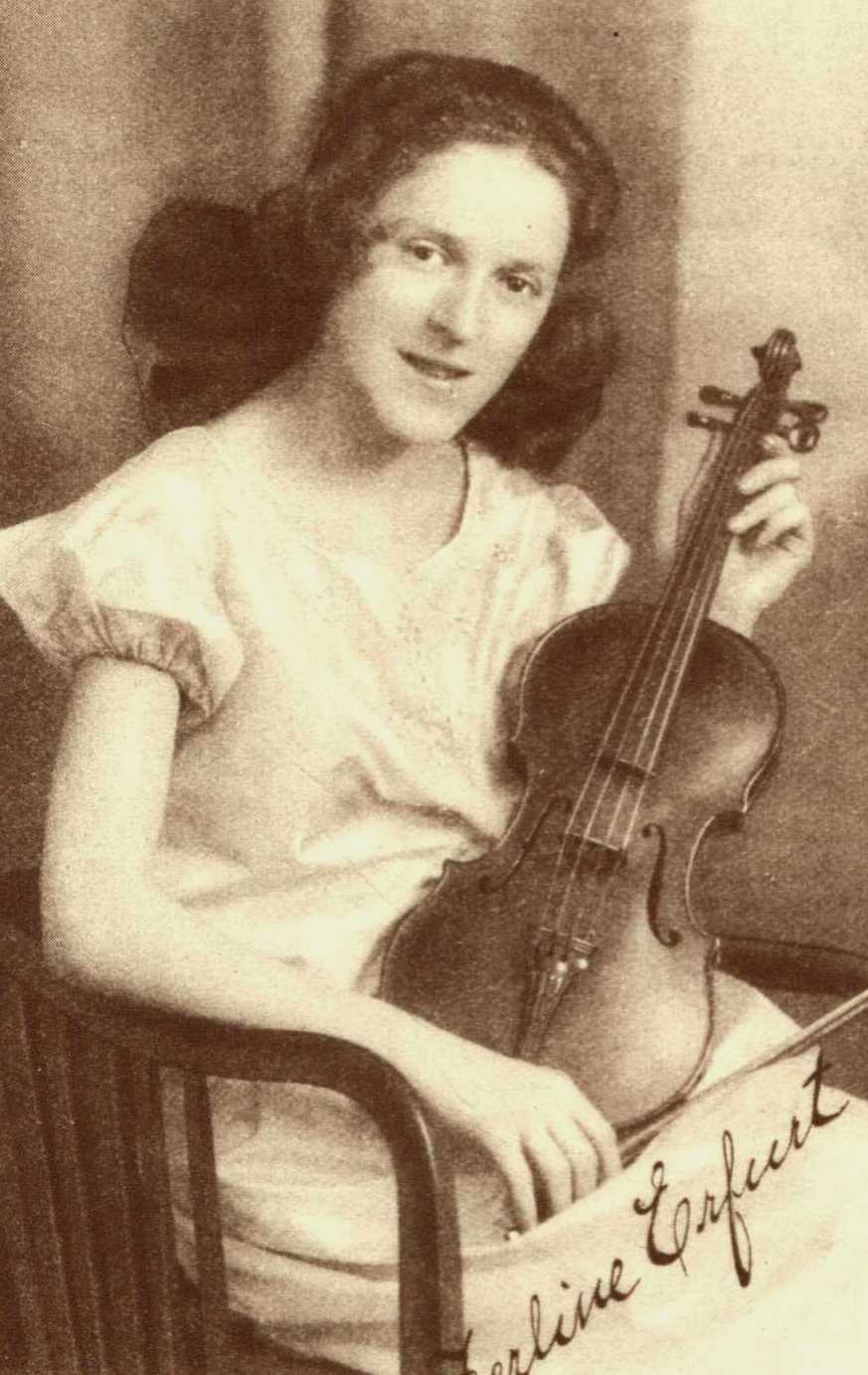
Zerline Erfurt

## Leben
Zerline Erfurt lebte und wirkte fast ausschließlich im regionalen Bereich in der Steiermark, ihre Kompositionen werden jedoch seit dem Jahr 2002 zunehmend international verbreitet und gespielt, vor allem im mitteleuropäischen Raum.
1913–1922 besuchte sie private Mädchenvolks- bzw. -bürgerschulen der evangelischen Gemeinde in Graz. Bereits in frühester Kindheit erhielt sie von ihrem Vater, Musikschuldirektor Robert Erfurt, ihre musikalische Ausbildung in Violine und Klavier. Die Musikschule Erfurt wurde 1902 von Robert Erfurt, der aus Oberschlesien stammte, gegründet und befand sich seit 1911 im „Gemalten Haus“ in der Herrengasse 3/III in Graz. Dort begann Zerline im Alter von ca. 13 Jahren auch zu komponieren.
Zwischen 1928 und 1938 trat sie mit großem Erfolg in zahlreichen Konzerten als Violinvirtuosin, Pianistin und Komponistin auf, wobei sie Virtuosenstücke von Bach und Beethoven bis Paganini und Wieniawski, jedoch auch häufig eigene Werke vortrug.
Nach dem Tod ihres Vaters 1938 übernahm sie die – damals über Jahrzehnte größte private – Musikschule in Graz und führte sie in reduzierter Form weiter. Sie unterrichtete bis wenige Jahre vor ihrem Tod Klavier und Violine in den angemieteten Räumlichkeiten im „Gemalten Haus“ in der Herrengasse 3.
Im Jahr 1949 heiratete sie den Bauingenieur Helmut Kogler. Dieser Verbindung entstammt die Tochter
Heidemarie Kogler (1950–2017), verehelichte Wigand.
Heidemarie Wigand führte das musikalische Erbe weiter und gründete 2002 zusammen mit ihrem Ehemann, Architekt Hans-Jochen Wigand, den gemeinnützigen Verein „Musiksalon Erfurt“, um Künstlern Auftrittsmöglichkeiten in Salonatmosphäre mit Publikumsnähe und guter Akustik bieten zu können. In diesem Rahmen wurden auch häufig Zerlines Werke, die nach und nach in Zusammenarbeit mit dem Grazer Komponisten Gerhard Präsent in spielbare Form gebracht wurden, von international namhaften Künstlern aufgeführt – und in weiterer Folge auch international verbreitet.

## Kompositionen
Die meisten Werke entstanden 1923 bis 1939, einzelne jedoch bis 1975, vor allem für Klavier, aber auch für Violine solo, Violine und Klavier sowie ein Lied. Zu ihren Lebzeiten wurden nur zwei Kompositionen im Eigenverlag gedruckt, von den meisten Werken gab es nur – teilweise unvollständige – handschriftliche Aufzeichnungen bzw. Skizzen sowie einige Tonaufnahmen.
Einem Zeitungsbericht aus den 1930er-Jahren kann man entnehmen:
„Frl. Zerline Erfurt spielte Sonntag im Rittersaal drei eigene Kompositionen, die Klang -und Formsinn der Tongeberin bekundeten und der Dame dankbare Gelegenheit zur Entfaltung ihrer pianistischen Mittel boten … Auf hoher Stufe der Violintechnik steht ihr geigerisches Können. Die „Romance sans paroles und Rondo“ von Wieniawsky, eine hübsch erdachte „Konzertphantasie“ für Violine allein von Z. Erfurt und die „Hexentänze“ von Paganini spielte sie mit Vorzügen einer konzerterprobten Virtuosin. Die Reinheit der Doppelgriffe, die Sauberkeit in der Passage und in den Läufen und die Vornehmheit der Bogenführung berechtigen zur Bezeichnung Violinvirtuosin …“.
Von der Komponistin gibt es im Nachlass insgesamt drei eigenhändige Werklisten: die erste aus den Jahren 1928/29 reicht bis Op. 23 (24), gibt jeweils das Kompositionsdatum und bei zehn Werken den Beginn der Stücke an; die zweite dürfte in den Jahren 1942–44 erstellt worden sein, reicht bis Op. 43, weist etliche Änderungen und Korrekturen auf, lässt aber die Entstehungsjahre vermissen. Die dritte Werkliste, mit 18. August 1944 datiert, ist eine sorgfältigere Reinschrift der zweiten Liste, jedoch mit einigen späteren Ergänzungen.
Alle drei Listen sind nicht chronologisch korrekt und auch nicht vollständig, da einige existierende Kompositionen fehlen, andererseits sechs Werke nicht auffindbar sind und als verschollen gelten müssen. Von einem Stück (Op. 14) ist nur der Anfang erhalten.
Im Jahr 2016 ist das überlieferte Gesamtwerk der Komponistin in einer vom Komponisten Gerhard Präsent als Bearbeiter und Herausgeber verantworteten dreibändigen Zerline-Erfurt-Edition – mit ausführlichen Revisionsberichten – im „Steirischen Tonkünstlerbund“ erschienen und öffentlich verfügbar.

## Notenedition
In den Jahren 2004 bis 2015 wurden vom Grazer Komponisten Gerhard Präsent in Zusammenarbeit mit der Tochter Heidemarie Wigand aus den Notenaufzeichnungen, Skizzen, Tonaufnahmen und der pianistischen Erinnerung von Heidemarie insgesamt 48 Werke in spielbare Form gebracht.
Von den insgesamt 54 Kompositionen Zerline Erfurts sind 48 Werke (eines nur unvollständig) erhalten, davon einige in verschiedenen Versionen verfügbar:
- Op. 1 Hindenburgmarsch f. Klavier (1920)
- Op. 2 Türkischer Tanz f. Klavier (1923)
- Op. 3 Petit Capric(e) (Petit Capriciola) f. Klavier (1927)
- Op. 4 Orientalischer Tanz f. Klavier (1924)
- Op. 5 Gavotte f. Violine u. Klavier od. Klavier solo (1923)
- Op. 6 Gemütlichkeit (Wienerisch) f. Klavier (1927)
- Op. 7 Phantasie-Caprice f. Klavier (1926)
- Op. 7a Phantasie-Caprice f. Violine u. Klavier (1926/2013), Fassung von G.Präsent
- Op. 8 Trübe Stimmung (Elegisches Stück) f. Klavier (1926)
- Op. 9 Gnomen-Tänzchen f. Klavier (1925)
- Op. 10 Erinnerung (Maiglöckchen) f. Klavier (1928)
- Op. 10B Frühlingserwachen (Liebes-Erwachen) f. Klavier (?)
- Op. 11 Fantasiestück f. Klavier (1926)
- Op. 12 Aus alter Zeit f. Klavier (1927)
- Op. 13 Am Meer f. Klavier (1928)
- Op. 14 Charakterstück f. Klavier (1928) – Fragment, nur der Anfang erhalten
- Op. 15 Sonate quasi Fantasia f. Klavier (1927–28)
- Op. 16 Humoreske f. Violine u. Klavier (1928)
- Op. 17 Gondellied f. Violine u. Klavier od. Klavier solo (1928) – im Eigenverlag gedruckt
- Op. 17a Gondellied f. Violoncello u. Klavier (1928/2007), Fassung von G.Präsent
- Op. 18 Nocturno u.Tarantella f. Violine solo (1928)
- Op. 19 Seemannslegende f. Klavier (1930?)
- Op. 20 Konzert-Etüde f. Violine u. Klavier (1929)
- Op. 21 Waldvögelein f. Klavier (1928–29)
- Op. 22 Orientalische Fantasie (Im Harem) f. Klavier (1927–28)
- Op. 23 Fantasie-Caprice f. Violine solo (1928)
- Op. 24 Revolution f. Klavier (1928–29)
- Op. 24B Marsch f. Klavier (1929+?)
- Op. 24C	Burleske ? f. Klavier (?) – verschollen
- Op. 25 Almfrieden f. Violine u. Klavier od. Klavier solo (?)
- Op. 26 Der Sprudel f. Klavier (?)
- Op. 27 Petit-Vals-Caprice f. Klavier (ca. 1926/27)
- Op. 28 Fragezeichen (Ein ?) f. Klavier (?)
- Op. 29 Arabischer Tanz f. Klavier (?)
- Op. 30 Väterchens Geburtstag (14.März) f. Klavier (?) – verschollen
- Op. 31 Mazurka f. Klavier (?)
- Op. 32 Konzertphantasie (Konzert-Fantasie) f. Violine solo (?)
- Op. 33 Deutscher Walzer f. Klavier (od. 2 Klaviere?) (?)
- Op. 34 An der Quelle f. Klavier (?)
- Op. 34B	Albumblatt f. Klavier (?) – (identisch mit An der Quelle? – oder verschollen)
- Op. 35 (Musikalische) Gegensätze f. Klavier (?)
- Op. 36 Prelüd f. Klavier (?)
- Op. 37 Kleine Melodie f. Klavier (?)
- Op. 37B	(englisch Walz) (f. Klavier?) (?) – verschollen
- Op. 38 Liebe für Gesang u. Klavier (1930) – Text: Alfred Sperat (1929)
- Op. 39 Menuett f. Violine u. Klavier (Klavier solo?) (?)
- Op. 40 Nocturno (Traum) f. Klavier (1932)
- Op. 41 Ein kleiner Spaß f. Klavier (?)
- Op. 41B Etüde f. Klavier (?)
- Op. 42 Irrlichter f. Klavier (1942)
- Op. 43 Tango (Alhambra) f. 1–2 Violine(n) u. Klavier (1943?) – im Eigenverlag gedruckt
- Op.(44) Foxtrott f. Klavier (1944?) – verschollen
- Op.(45) Verlust f. Violine u. Klavier (1938) – zum Tode ihres Vaters
- Op.(46) Heidemarie-Lied f. Klavier od. Violine u. Klavier (1950/51) – für ihre Tochter
- Op.(47) Nocturno 1975 f. Klavier (1975)
- Op.(48)	Harmonie f. Klavier (1986) – verschollen

## Rezeption
Etliche der Werke Zerline Erfurts erfahren seit dem Jahr 2002 eine gesteigerte Beachtung im Musikleben, vor allem das Gondellied, die Humoreske, die Sonata quasi fantasia, das Nocturno, die Seemannslegende, der Tango alhambra und die Konzert-Etüde.
Mehrere international bekannte Interpreten haben Werke der Komponistin auf ihre Konzertprogramme gesetzt, so der Pianist Philipp Scheucher, der die Sonata quasi Fantasia Op. 15 auf seiner 2019 erschienenen CD „Quasi Fantasia“ zwischen Werke von Mozart und Beethoven stellte, im ORF präsentierte und in Konzerten u. a. im Bösendorfer-Saal in Wien interpretierte.
In der im Jahre 2019 in der Orangerie des Schlosses Schönbrunn in Wien stattgefundenen Ausstellung MusicaFemina wurde Zerline Erfurt in einem 10-minütigen Video porträtiert, welches auch auf Youtube zu sehen ist.
Die Geigerin Sigrid Präsent, der Cellist Tobias Stosiek und die Pianistin Rita Melem spielen Werke von Zerline in ihren Konzerten.
Darüber hinaus werden zahlreiche kleinere Stücke häufig in Wettbewerben, z. B. in Prima la musica von jungen Interpreten mit großem Erfolg in ihre Programme aufgenommen.
Im Jahre 2017 ist im „Steirischen Tonkünstlerbund“ eine Doppel-CD (STB 17/11) als Konzertmitschnitt des „Gedenk- und Jubiläumskonzertes“ (zum 110. Geburtstag von Zerline und nach dem Tod der Tochter Heidemarie Wigand) mit 23 Werken der Komponistin erschienen.